# باولو سانتوس (لاعب كرة قدم برتغالي)
باولو سانتوس (بالبرتغالية: Paulinho Santos‏) هو لاعب كرة قدم برتغالي في مركز الوسط، ولد في 21 نوفمبر 1970 في فيلا دو كوندي في البرتغال. شارك مع منتخب البرتغال لكرة القدم. أما مع النوادي، فقد لعب مع نادي بورتو ونادي ريو أفي.

## وصلات خارجية
- باولو سانتوس (لاعب كرة قدم برتغالي) على موقع الاتحاد الدولي (مؤرشف)  (الإنجليزية)
- باولو سانتوس (لاعب كرة قدم برتغالي) على موقع الاتحاد الأوربي (الإنجليزية)
- باولو سانتوس (لاعب كرة قدم برتغالي) على موقع قاعدة بيانات كرة القدم.إي يو (الإنجليزية)
- باولو سانتوس (لاعب كرة قدم برتغالي) على موقع ناشيونال فوتبول تيمز (الإنجليزية)